# La Vall de Boí
La Vall de Boí (em catalão e oficialmente) ou Valle de Bohí (em castelhano) é um município da Espanha na comarca de Alta Ribagorça, província de Lérida, comunidade autónoma da Catalunha. Tem 219,5 km² de área e em 2021 tinha 1 060 habitantes (densidade: 4,8 hab./km²).

## Igrejas românicas de La Vall de Boí
Em novembro de 2000 nove igrejas de La Vall de Boí foram inscritas como Patrimônio Mundial da UNESCO:
- Igreja Sant Feliu de Barruera
- Igreja Sant Joan de Boí
- Igreja Santa Maria de Taüll
- Igreja de Sant Climent de Taüll
- Igreja Santa Maria de l'Assumpció de Cóll
- Igreja Santa Maria de Cardet
- Igreja de la Nativitat de Durro
- Mosteiro Sant Quirc de Durro
- Igreja Santa Eulàlia d'Erill la Vall

Portanto, estas edificações, impressionantes pela pureza de suas linhas, no coração de uma região isolada, foram tombadas após terem sido esquecidas por séculos. Somente em 1907 que uma expedição de historiadores de arte as redescobriu. Além disso, a maior parte das pinturas originais das igrejas foram levadas ao  Museu Nacional d'Art de Catalunya, em Barcelona. Mas foram mantidas reproduções fiéis in situ feitas por artistas da região.

## Demografia
| Variação demográfica do município entre 1991 e 2004 | Variação demográfica do município entre 1991 e 2004 | Variação demográfica do município entre 1991 e 2004 | Variação demográfica do município entre 1991 e 2004 |
| --------------------------------------------------- | --------------------------------------------------- | --------------------------------------------------- | --------------------------------------------------- |
| 1991                                                | 1996                                                | 2001                                                | 2004                                                |
| 637                                                 | 757                                                 | 869                                                 | 1007                                                |